# Torneo Federal Femenino de Básquetbol 2014
El Torneo Federal Femenino de Básquetbol 2014 fue el primer torneo en disputarse en la historia del certamen. El torneo estuvo integrado por veintiún instituciones las cuales competirán para lograr el primer campeonato en este certamen y a su vez, representar a la Argentina en la Campeonato Sudamericano de Clubes Femenino. Fue organizado y reglamentado por la Confederación Argentina de Básquetbol.
Unión Florida fue el campeón al imponerse en la final a Vélez Sarsfield y obtuvo así su primer título en esta competencia, además de que fue el primer ganador de la misma.

## Equipos participantes
| Club                                  | Procedencia                 | Pabellón                            | Capacidad |
| Asociación Atlética Banda Norte       | Río Cuarto, Córdoba         | Estadio Banda Norte                 | 1370      |
| Asociación Club Villa San Martín      | Resistencia, Chaco          | ACV San Martín                      | -         |
| Club Atlético Barracas Central        | Bahía Blanca, Buenos Aires  | El Bosque                           | 2500      |
| Club Atlético Ben Hur                 | Rosario, Sante Fe           | Estadio El Tala Club                | -         |
| Club Atlético Independiente           | Bahía Blanca, Buenos Aires  | Estadio Independiente               | 1500      |
| Club Atlético Independiente           | Gualeguaychú, Entre Ríos    | Estadio José María Bertora          | 1500      |
| Club Atlético Lanús                   | Lanús, Buenos Aires         | Microestadio Antonio Rotili         | 2000      |
| Club Atlético Peñarol                 | Mar del Plata, Buenos Aires | Microestadio Domingo Robles         | 650       |
| Club Atlético Talleres                | Paraná, Entre Ríos          | Estadio de Talleres                 | 300       |
| Club Atlético Vélez Sarsfield         | Buenos Aires, Buenos Aires  | Estadio Víctor Barba                | 1500      |
| Club Deportivo Berazategui            | Berazategui, Buenos Aires   | Deportivo Berazategui               | 400       |
| Club Deportivo Guaraní Antonio Franco | Posadas, Misiones           | Guaraní A.F.                        | -         |
| Club Tokio Deportivo y Social         | Posadas, Misiones           | Club Tokio                          | 750       |
| Club Atlético Estrella de Berisso     | Berisso, Buenos Aires       | Polideportivo Municipal de Ensenada | 400       |
| Club General José de San Martín       | Junín, Buenos Aires         | San Martín                          | 1000      |
| La Unión Hércules/Española            | Charata, Chaco              | El Coloso de Cemento                | 2200      |
| Red Star Basketball Club              | Catamarca, Catamarca        | Antonio Ricardo Bollea              | 1050      |
| Club Social Lanús                     | Lanús, Buenos Aires         | Social Lanús                        | -         |
| Club de Regatas San Nicolás           | San Nicolás, Buenos Aires   | La Ribera                           | 800       |
| Club Social y Deportivo Santa Rosa    | Santa Fe, Santa Fe          | Estadio Juan Dandrea                | 250       |
| Club Unión Florida                    | Florida, Buenos Aires       | Estadio Unión Florida               | 240       |

1. ↑  Estadio perteneciente a El Tala Club de la misma ciudad.
2. ↑  Estadio perteneciente al Club Central Entrerriano.
3. ↑  Unión deportiva entre el Club Hércules y la Asociación Española.
4. ↑  El Coloso de Cemento pertenece a uno de los dos clubes que conforman la unión, la Asociación Española.

## Formato
El torneo está dividido en dos grades regiones, la región Norte y la región Sur, que a su vez están divididas en conferencias.
Dependiendo de las conferencias, el formato de disputa varía en detalles, sin embargo, todas comparten un formato similar; una fase de grupos.
Primera fase, de conferencias
Región Norte
Conferencia NEA
Los cuatro participantes se enfrentan en cuatro rondas, todos contra todos. Los primeros tres avanzan de fase.
Conferencia Noreste
Al haber tan solo un participante, este avanza de manera directa a la segunda fase.
Centro/Litoral
Los seis participantes se enfrentan en dos ruedas, todos contra todos. Los primeros cuatro avanzan de fase.
Región Sur
Conferencia Metropolitana-Bonaerense
Los cinco participantes se enfrentan todos contra todos en dos ruedas. Clasifican los primeros cuatro a la siguiente fase.
Conferencia Capital-surbonaerense
Los cinco participantes se enfrentan todos contra todos en dos ruedas. Clasifican los primeros cuatro a la siguiente fase.
Segunda fase, de región
Región Norte
Los ocho participantes se dividirán y enfrentarán en dos etapas, todos contra todos. Primero en un cuadrangular y luego en otro, los cuales tendrán una sede fija. Los primeros tres avanzarán al hexagonal final.
Región Sur
Los ocho participantes se enfrentarán contra los rivales de la otra conferencia en partidos de ida y vuelta. Arrastrarán los puntos obtenidos en la primera fase exceptuando aquellos obtenidos ante los últimos de la conferencia y los primeros tres clasificarán al hexagonal final.
Tercera fase, nacional
Hexagonal final
Los seis equipos provenientes de la fase anterior, tres de la región Norte y tres de la Sur se dividirán en dos triangulares, los cuales serán con sede fija. Los primeros dos de cada grupo avanzarán a las semifinales.
Semifinales
Se enfrentarán los cuatro clasificados de manera cruzada, donde los ganadores de los partidos avanzarán a la final, mientras que los perdedores disputarán el tercer puesto.
Final
Los dos clasificados de las semifinales disputarán la final a partido único. El ganador se proclama campeón y obtiene el derecho de representar a la Argentina en el Campeonato Sudamericano de Clubes Femenino.

## Primera fase

### Conferencia NEA
| Equipo                     | Pts | PJ | PG | PP |
| -------------------------- | --- | -- | -- | -- |
| Tokio DyS                  | 23  | 12 | 11 | 1  |
| La Unión Hércules/Española | 20  | 12 | 8  | 4  |
| Guaraní Antonio Franco     | 16  | 12 | 4  | 8  |
| Villa San Martín           | 13  | 12 | 1  | 11 |

|  | Avanza de fase. |

| Tokio DyS         | 57 - 63 | La Unión         | Club Tokio | 15 de mayo |
| Guaraní A. Franco | 72 - 51 | Villa San Martín | Club Tokio | 15 de mayo |

| Tokio DyS         | 93 - 58 | Villa San Martín | Club Tokio | 18 de mayo |
| Guaraní A. Franco | 65 - 71 | La Unión         | Club Tokio | 18 de mayo |

| Tokio DyS | 88 - 42 | Guaraní A. Franco | Club Tokio           | 24 de mayo |
| La Unión  | 49 - 60 | Villa San Martín  | El Coloso de Cemento | 24 de mayo |

| La Unión         | 49 - 74 | Tokio DyS         | El Coloso de Cemento | 6 de junio |
| Villa San Martín | 65 - 66 | Guaraní A. Franco | ACV San Martín       | 7 de junio |

| Villa San Martín | 45 - 85 | Tokio DyS         | ACV San Martín       | 8 de junio |
| La Unión         | 60 - 53 | Guaraní A. Franco | El Coloso de Cemento | 8 de junio |

| Guaraní A. Franco | 67 - 87 | Tokio DyS | Club Tokio     | 14 de junio |
| Villa San Martín  | 49 - 63 | La Unión  | ACV San Martín | 14 de junio |

| Tokio DyS         | 95 - 46 | Villa San Martín | Club Tokio | 20 de junio |
| Guaraní A. Franco | 73 - 81 | La Unión         | Club Tokio | 20 de junio |

| Tokio DyS         | 116 - 56 | La Unión         | Club Tokio | 21 de junio |
| Guaraní A. Franco | 56 - 54  | Villa San Martín | Club Tokio | 21 de junio |

| Tokio DyS | 122 - 52 | Guaraní A. Franco | Club Tokio           | 5 de julio |
| La Unión  | 62 - 45  | Villa San Martín  | El Coloso de Cemento | 6 de julio |

| Villa San Martín | 32 - 92 | Tokio DyS         | ACV San Martín       | 11 de julio |
| La Unión         | 72 - 65 | Guaraní A. Franco | El Coloso de Cemento | 12 de julio |

| La Unión         | 60 - 85 | Tokio DyS         | El Coloso de Cemento | 13 de julio |
| Villa San Martín | 47 - 57 | Guaraní A. Franco | ACV San Martín       | 13 de julio |

| Guaraní A. Franco | 56 - 121 | Tokio DyS | Club Tokio     | 19 de julio |
| Villa San Martín  | 50 - 53  | La Unión  | ACV San Martín | 19 de julio |

### Conferencia Centro/Litoral
| Equipo                         | Pts | PJ | PG | PP |
| ------------------------------ | --- | -- | -- | -- |
| Talleres (Paraná)              | 19  | 10 | 9  | 1  |
| Ben Hur (Rosario)              | 17  | 10 | 7  | 3  |
| Santa Rosa (Santa Fe)          | 15  | 10 | 5  | 5  |
| Regatas San Nicolás            | 15  | 10 | 5  | 5  |
| Banda Norte (Río IV)           | 12  | 10 | 2  | 8  |
| Independiente (Gualeguaychú) 1 | 11  | 10 | 2  | 8  |

|  | Avanza de fase. |

1: Perdió un punto por sanción disciplinaria al no presentar el mínimo de jugadoras en la sexta fecha.
| Independiente | 52 - 89 | Talleres   | José María Bertora | 16 de mayo |
| Ben Hur       | 65 - 57 | Regatas    | El Tala Club       | 17 de mayo |
| Banda Norte   | 72 - 53 | Santa Rosa | Banda Norte        | 17 de mayo |

| Talleres   | 100 - 40 | Banda Norte   | Club Olimpia | 24 de mayo |
| Santa Rosa | 46 - 59  | Ben Hur       | Juan Dandrea | 24 de mayo |
| Regatas    | 60 - 54  | Independiente | La Ribera    | 24 de mayo |

| Ben Hur     | 65 - 59 | Independiente | El Tala Club | 31 de mayo |
| Banda Norte | 61 - 74 | Regatas       | Banda Norte  | 31 de mayo |
| Santa Rosa  | 57 - 64 | Talleres      | Juan Dandrea | 31 de mayo |

| Talleres      | 81 - 65 | Ben Hur     | El Tala Club       | 7 de junio  |
| Regatas       | 50 - 59 | Santa Rosa  | La Ribera          | 7 de junio  |
| Independiente | 59 - 53 | Banda Norte | José María Bertora | 15 de junio |

| Ben Hur       | 59 - 38 | Banda Norte | El Tala Club       | 14 de junio |
| Talleres      | 85 - 62 | Regatas     | El Tala Club       | 14 de junio |
| Independiente | 48 - 58 | Santa Rosa  | José María Bertora | 14 de junio |

| Santa Rosa | 75 - 46 | Banda Norte   | Juan Dandrea | 25 de mayo  |
| Regatas    | 69 - 62 | Ben Hur       | La Ribera    | 21 de junio |
| Talleres   | 20 - 0  | Independiente | El Tala Club | 21 de junio |

| Ben Hur       | 60 - 36 | Santa Rosa | Club El Tala      | 28 de junio |
| Independiente | 68 - 65 | Regatas    | Club Pueblo Nuevo | 28 de junio |
| Banda Norte   | 64 - 98 | Talleres   | Banda Norte       | 28 de junio |

| Ben Hur     | 49 - 75 | Talleres      | Club El Tala | 5 de julio |
| Banda Norte | 73 - 71 | Independiente | Banda Norte  | 5 de julio |
| Santa Rosa  | 58 - 53 | Regatas       | Juan Dandrea | 5 de julio |

| Regatas       | 67 - 42 | Banda Norte | La Ribera      | 13 de junio |
| Talleres      | 67 - 45 | Santa Rosa  | El Tala Club   | 12 de julio |
| Independiente | 44 - 51 | Ben Hur     | Juventud Unida | 18 de julio |

| Banda Norte | 43 - 63 | Ben Hur       | Banda Norte    | 19 de julio |
| Regatas     | 65 - 59 | Talleres      | La Ribera      | 19 de julio |
| Santa Rosa  | 43 - 36 | Independiente | Juan Dandreare | 19 de julio |

### Conferencia Metropolitana-Bonaerense
| Equipo                | Pts | PJ | PG | PP |
| --------------------- | --- | -- | -- | -- |
| Vélez Sarsfield       | 16  | 8  | 8  | 0  |
| Deportivo Berazategui | 14  | 8  | 6  | 2  |
| Estrella de Berisso   | 12  | 8  | 4  | 4  |
| Peñarol               | 10  | 8  | 2  | 6  |
| San Martín (Junín)    | 8   | 8  | 0  | 8  |

|  | Avanza de fase. |

| Berazategui               | 96 - 28 | Peñarol         | Dep. Berazategui      | 17 de mayo |
| Estrella de Berisso       | 44 - 87 | Vélez Sarsfield | Municipal de Ensenada | 17 de mayo |
| Libre: San Martín (Junín) |         |                 |                       |            |

| San Martín (Junín)         | 33 - 111 | Berazategui | San Martín   | 18 de mayo |
| Vélez Sarsfield            | 67 - 33  | Peñarol     | Víctor Barba | 18 de mayo |
| Libre: Estrella de Berisso |          |             |              |            |

| Peñarol            | 42 - 62  | Estrella de Berisso | Domingo Robles | 24 de mayo |
| Vélez Sarsfield    | 115 - 31 | San Martín (J)      | Víctor Barba   | 24 de mayo |
| Libre: Berazategui |          |                     |                |            |

| Peñarol                | 63 - 48  | San Martín (J)      | Domingo Robles   | 1 de junio |
| Berazategui            | 104 - 47 | Estrella de Berisso | Dep. Berazategui | 3 de junio |
| Libre: Vélez Sarsfield |          |                     |                  |            |

| San Martín (J) | 50 - 75 | Estrella de Berisso | San Martín       | 7 de junio  |
| Berazategui    | 67 - 70 | Vélez Sarsfield     | Dep. Berazategui | 20 de junio |
| Libre: Peñarol |         |                     |                  |             |

| Estrella de Berisso | 58 - 37 | Peñarol         | Hogar Social de Berisso | 14 de junio |
| San Martín (J)      | 15 - 85 | Vélez Sarsfield | San Martín              | 14 de junio |
| Libre: Berazategui  |         |                 |                         |             |

| San Martín (J)         | 49 - 59 | Peñarol     | San Martín            | 15 de junio |
| Estrella de Berisso    | 48 - 89 | Berazategui | Municipal de Ensenada | 15 de junio |
| Libre: Vélez Sarsfield |         |             |                       |             |

| Peñarol                   | 48 - 64 | Berazategui     | Domingo Robles          | 22 de junio |
| Estrella de Berisso       | 44 - 90 | Vélez Sarsfield | Hogar Social de Berisso | 22 de junio |
| Libre: San Martín (Junín) |         |                 |                         |             |

| Berazategui                | 117 - 27 | San Martín (J)  | Dep. Berazategui | 28 de junio |
| Peñarol                    | 47 - 91  | Vélez Sarsfield | Domingo Robles   | 29 de junio |
| Libre: Estrella de Berisso |          |                 |                  |             |

| Estrella de Berisso | 86 - 41 | San Martín (J) | Hogar Social de Berisso | 5 de julio |
| Vélez Sarsfield     | 67 - 48 | Berazategui    | Víctor Barba            | 5 de julio |
| Libre: Peñarol      |         |                |                         |            |

### Conferencia Capital-surbonaerense
| Equipo                          | Pts | PJ | PG | PP |
| ------------------------------- | --- | -- | -- | -- |
| Atlético Lanús                  | 15  | 8  | 7  | 1  |
| Unión Florida                   | 15  | 8  | 7  | 1  |
| Social Lanús                    | 12  | 8  | 4  | 4  |
| Independiente (Bahía Blanca)    | 9   | 8  | 1  | 7  |
| Barracas Central (Bahía Blanca) | 9   | 8  | 1  | 7  |

|  | Avanza de fase. |

| Barracas Central                    | 21 - 116 | Atlético Lanús | El Bosque    | 17 de mayo |
| Social Lanús                        | 53 - 56  | Unión Florida  | Social Lanús | 17 de mayo |
| Libre: Independiente (Bahía Blanca) |          |                |              |            |

| Unión Florida         | 109 - 21 | Independiente (BB) | Unión Florida | 30 de mayo |
| Social Lanús          | 109 - 22 | Barracas Central   | Social Lanús  | 30 de mayo |
| Libre: Atlético Lanús |          |                    |               |            |

| Unión Florida       | 127 - 23 | Barracas Central   | Unión Florida  | 31 de mayo |
| Atlético Lanús      | 94 - 16  | Independiente (BB) | Antonio Rotili | 31 de mayo |
| Libre: Social Lanús |          |                    |                |            |

| Unión Florida           | 59 - 55  | Atlético Lanús     | Unión Florida | 23 de mayo |
| Social Lanús            | 102 - 40 | Independiente (BB) | Social Lanús  | 1 de junio |
| Libre: Barracas Central |          |                    |               |            |

| Social Lanús         | 42 - 56 | Atlético Lanús     | Social Lanús | 14 de junio |
| Barracas Central     | 66 - 57 | Independiente (BB) | El Bosque    | 14 de junio |
| Libre: Unión Florida |         |                    |              |             |

| Atlético Lanús                      | 103 - 24 | Barracas Central | Antonio Rotili | 1 de junio  |
| Unión Florida                       | 65 - 54  | Social Lanús     | Unión Florida  | 27 de junio |
| Libre: Independiente (Bahía Blanca) |          |                  |                |             |

| Independiente (BB)    | 35 - 89 | Unión Florida | Independiente    | 21 de junio |
| Barracas Central      | 14 - 91 | Social Lanús  | Barracas Central | 21 de junio |
| Libre: Atlético Lanús |         |               |                  |             |

| Independiente        | 29 - 116 | Atlético Lanús | Independiente | 18 de mayo  |
| Barracas Central     | 31 - 103 | Social Lanús   | El Bosque     | 22 de junio |
| Libre: Unión Florida |          |                |               |             |

| Independiente (BB)      | 38 - 86 | Social Lanús  | Independiente  | 22 de junio |
| Atlético Lanús          |         | Unión Florida | Antonio Rotili | 3 de julio  |
| Libre: Barracas Central |         |               |                |             |

| Atlético Lanús       | 65 - 60 | Social Lanús     | Antonio Rotili | 6 de julio |
| Independiente (BB)   | 81 - 51 | Barracas Central | Independiente  | 6 de julio |
| Libre: Unión Florida |         |                  |                |            |

## Segunda fase

### Región norte
| Equipo                       | Pts | PJ | PG | PP |
| ---------------------------- | --- | -- | -- | -- |
| Tokio DyS                    | 12  | 6  | 6  | 0  |
| Talleres                     | 12  | 6  | 6  | 0  |
| La Unión Hércules/Española 1 | 10  | 6  | 4  | 2  |
| Ben Hur 1                    | 10  | 6  | 4  | 2  |
| Regatas San Nicolás          | 8   | 6  | 2  | 4  |
| Santa Rosa (Santa Fe)        | 7   | 6  | 1  | 5  |
| Red Star                     | 7   | 6  | 1  | 5  |
| Guaraní Antonio Franco       | 6   | 6  | 0  | 6  |

|  | Avanza de fase. |

1: La clasificación fue para La Unión Hércules/Española por "goal average" o diferencia de tantos.
| Cuadrangular 1 Estadio de Tokio DyS, Posadas               |
| Tokio DyS Guaraní AF Ben Hur (Rosario) Regatas San Nicolás |

| Fecha 1    | Fecha 1   | Fecha 1   | Fecha 1     |
| Local      | Resultado | Visitante | Fecha       |
| ---------- | --------- | --------- | ----------- |
| Guaraní AF | 45 - 61   | Ben Hur   | 1 de agosto |
| Tokio DyS  | 93 - 55   | Regatas   | 1 de agosto |

| Cuadrangular 2 Estadio de Talleres, Paraná          |
| Talleres (Paraná) Santa Rosa (SF) Red Star La Unión |

| Fecha 1  | Fecha 1   | Fecha 1    | Fecha 1     |
| Local    | Resultado | Visitante  | Fecha       |
| -------- | --------- | ---------- | ----------- |
| Talleres | 75 - 49   | La Unión   | 1 de agosto |
| Red Star | 45 - 51   | Santa Rosa | 1 de agosto |

| Fecha 2    | Fecha 2   | Fecha 2   | Fecha 2     |
| Local      | Resultado | Visitante | Fecha       |
| ---------- | --------- | --------- | ----------- |
| Ben Hur    | 59 - 48   | Regatas   | 2 de agosto |
| Guaraní AF | 35 - 108  | Tokio DyS | 2 de agosto |

| Fecha 2  | Fecha 2   | Fecha 2    | Fecha 2     |
| Local    | Resultado | Visitante  | Fecha       |
| -------- | --------- | ---------- | ----------- |
| La Unión | 69 - 50   | Red Star   | 2 de agosto |
| Talleres | 79 - 37   | Santa Rosa | 2 de agosto |

| Fecha 3    | Fecha 3   | Fecha 3   | Fecha 3     |
| Local      | Resultado | Visitante | Fecha       |
| ---------- | --------- | --------- | ----------- |
| Guaraní AF | 61 - 73   | Regatas   | 3 de agosto |
| Tokio DyS  | 83 - 46   | Ben Hur   | 3 de agosto |

| Fecha 3  | Fecha 3   | Fecha 3    | Fecha 3     |
| Local    | Resultado | Visitante  | Fecha       |
| -------- | --------- | ---------- | ----------- |
| La Unión | 72 - 59   | Santa Rosa | 3 de agosto |
| Talleres | 58 - 47   | Red Star   | 3 de agosto |

| Cuadrangular 3 Estadio Juan Dandrea, Santa Fe        |
| Santa Rosa (SF) Tokio DyS Ben Hur (Rosario) Red Star |

| Fecha 1   | Fecha 1   | Fecha 1    | Fecha 1      |
| Local     | Resultado | Visitante  | Fecha        |
| --------- | --------- | ---------- | ------------ |
| Red Star  | 52 - 73   | Ben Hur    | 22 de agosto |
| Tokio DyS | 94 - 44   | Santa Rosa | 22 de agosto |

| Cuadrangular 4 El Coloso de Cemento, Charata              |
| La Unión Talleres (Paraná) Guaraní AF Regatas San Nicolás |

| Fecha 1  | Fecha 1   | Fecha 1    | Fecha 1      |
| Local    | Resultado | Visitante  | Fecha        |
| -------- | --------- | ---------- | ------------ |
| Talleres | 88 - 59   | Guaraní AF | 22 de agosto |
| La Unión | 89 - 60   | Regatas    | 22 de agosto |

| Fecha 2    | Fecha 2   | Fecha 2   | Fecha 2      |
| Local      | Resultado | Visitante | Fecha        |
| ---------- | --------- | --------- | ------------ |
| Ben Hur    | 51 - 58   | Tokio DyS | 23 de agosto |
| Santa Rosa | 42 - 47   | Red Star  | 23 de agosto |

| Fecha 2    | Fecha 2   | Fecha 2   | Fecha 2      |
| Local      | Resultado | Visitante | Fecha        |
| ---------- | --------- | --------- | ------------ |
| Regatas    | 40 - 74   | Talleres  | 23 de agosto |
| Guaraní AF | 57 - 73   | La Unión  | 23 de agosto |

| Fecha 3    | Fecha 3   | Fecha 3   | Fecha 3      |
| Local      | Resultado | Visitante | Fecha        |
| ---------- | --------- | --------- | ------------ |
| Tokio DyS  | 85 - 37   | Red Star  | 24 de agosto |
| Santa Rosa | 42 - 71   | Ben Hur   | 24 de agosto |

| Fecha 3    | Fecha 3   | Fecha 3   | Fecha 3      |
| Local      | Resultado | Visitante | Fecha        |
| ---------- | --------- | --------- | ------------ |
| Guaraní AF | 51 - 57   | Regatas   | 24 de agosto |
| Talleres   | 75 - 64   | La Unión  | 24 de agosto |

### Región sur
| Equipo                | Arrastre | PJ | PG | PP | Pts |
| --------------------- | -------- | -- | -- | -- | --- |
| Unión Florida         | 11       | 8  | 6  | 2  | 25  |
| Atlético Lanús        | 11       | 8  | 6  | 2  | 25  |
| Vélez Sársfield       | 12       | 8  | 5  | 3  | 25  |
| Social Lanús          | 8        | 8  | 5  | 3  | 21  |
| Deportivo Berazategui | 10       | 8  | 6  | 2  | 19  |
| Estrella de Berisso   | 8        | 8  | 2  | 6  | 18  |
| Peñarol               | 6        | 8  | 2  | 6  | 16  |
| Independiente (BB)    | 6        | 8  | 0  | 8  | 13  |

|  | Avanza de fase. |

| Berazategui         | 112 - 26 | Independiente (BB) | Dep. Berazategui        | 11 de julio |
| Atlético Lanús      | 59 - 23  | Peñarol            | Antonio Rotili          | 12 de julio |
| Social Lanús        | 53 - 63  | Vélez Sarsfield    | Club Harrod's           | 13 de julio |
| Estrella de Berisso | 35 - 74  | Unión Florida      | Hogar Social de Berisso | 31 de julio |

| Vélez Sarsfield | 82 - 29 | Independiente (BB)  | Club Harrod's                | 12 de julio  |
| Unión Florida   | 76 - 22 | Peñarol             | Unión Florida                | 13 de julio  |
| Berazategui     | 73 - 68 | Atlético Lanús      | Dep. Berazategui             | 15 de julio  |
| Social Lanús    | 72 - 42 | Estrella de Berisso | Talleres de Rem. de Escalada | 31 de agosto |

| Unión Florida      | 59 - 62 | Berazategui         | Unión Florida  | 19 de julio |
| Atlético Lanús     | 64 - 61 | Vélez Sarsfield     | Antonio Rotili | 19 de julio |
| Independiente (BB) | 58 - 71 | Estrella de Berisso | Independiente  | 20 de julio |
| Peñarol            | 41 - 65 | Social Lanús        | Domingo Robles | 20 de julio |

| Peñarol             | 54 - 45 | Independiente (BB) | Domingo Robles          | 26 de julio  |
| Vélez Sarsfield     | 60 - 63 | Unión Florida      | Víctor Barba            | 26 de julio  |
| Berazategui         | 84 - 58 | Social Lanús       | Dep. Berazategui        | 26 de julio  |
| Estrella de Berisso | 36 - 63 | Atlético Lanús     | Hogar Social de Berisso | 22 de agosto |

| Unión Florida      | 76 - 38  | Estrella de Berisso | Unión Florida  | 25 de julio |
| Peñarol            | 52 - 72  | Atlético Lanús      | Domingo Robles | 27 de julio |
| Vélez Sarsfield    | 77 - 47  | Social Lanús        | Víctor Barba   | 27 de julio |
| Independiente (BB) | 57 - 102 | Berazategui         | Independiente  | 3 de agosto |

| Atlético Lanús      | 44 - 38  | Berazategui     | Antonio Rotili          | 24 de julio |
| Independiente (BB)  | 35 - 100 | Vélez Sarsfield | Independiente           | 2 de agosto |
| Peñarol             | 38 - 76  | Unión Florida   | Domingo Robles          | 2 de agosto |
| Estrella de Berisso | 50 - 75  | Social Lanús    | Hogar Social de Berisso | 3 de agosto |

| Estrella de Berisso | 73 - 46 | Independiente (BB) | Hogar Social de Berisso      | 13 de julio  |
| Social Lanús        | 55 - 46 | Peñarol            | Talleres de Rem. de Escalada | 23 de agosto |
| Berazategui         | 71 - 67 | Unión Florida      | Dep. Berazategui             | 23 de agosto |
| Vélez Sarsfield     | 63 - 61 | Atlético Lanús     | Víctor Barba                 | 23 de agosto |

| Independiente (BB) | 48 - 59 | Peñarol             | Independiente                | 9 de agosto  |
| Atlético Lanús     | 86 - 43 | Estrella de Berisso | Antonio Rotili               | 24 de agosto |
| Unión Florida      | 72 - 55 | Vélez Sarsfield     | Unión Florida                | 24 de agosto |
| Social Lanús       | 82 - 40 | Berazategui         | Talleres de Rem. de Escalada | 24 de agosto |

## Tercera fase, hexagonal final
La tercera y última fase esta a su vez dividida en dos, la fase de grupos y la fase de eliminatorias. Se jugó íntegramente en el Estadio de Talleres, en Paraná, provincia de Entre Ríos.

### Grupo 1
| Equipo                     | Pts | PJ | PG | PP |
| -------------------------- | --- | -- | -- | -- |
| Atlético Lanús             | 4   | 2  | 2  | 0  |
| Tokio DyS                  | 3   | 2  | 1  | 1  |
| La Unión Hércules/Española | 2   | 2  | 0  | 2  |

|  | Avanza a semifinales. |

| Tokio                             | 64 - 71 | Lanús | Estadio de Talleres | 3 de septiembre |
| Libre: La Unión Hércules/Española |         |       |                     |                 |

| Lanús            | 97 - 46 | La Unión | Estadio de Talleres | 4 de septiembre |
| Libre: Tokio DyS |         |          |                     |                 |

| La Unión              | 58 - 74 | Tokio DyS | Estadio de Talleres | 5 de septiembre |
| Libre: Atlético Lanús |         |           |                     |                 |

### Grupo 2
| Equipo            | Pts | PJ | PG | PP |
| ----------------- | --- | -- | -- | -- |
| Unión Florida     | 4   | 2  | 2  | 0  |
| Vélez Sarsfield   | 3   | 2  | 1  | 1  |
| Talleres (Paraná) | 2   | 2  | 0  | 2  |

|  | Avanza a semifinales. |

| Unión Florida          | 68 - 44 | Talleres | Estadio de Talleres | 3 de septiembre |
| Libre: Vélez Sarsfield |         |          |                     |                 |

| Talleres             | 54 - 66 | Vélez Sarsfield | Estadio de Talleres | 4 de septiembre |
| Libre: Unión Florida |         |                 |                     |                 |

| Vélez Sarsfield          | 53 - 58 | Unión Florida | Estadio de Talleres | 5 de septiembre |
| Libre: Talleres (Paraná) |         |               |                     |                 |

### Semifinales y final
|  | Semifinales            | Semifinales            |    |                        | Final                  | Final           |  |
|  | 6 de septiembre        | 6 de septiembre        |    |                        | 7 de septiembre        | 7 de septiembre |  |
|  |                        |                        |    |                        |                        |                 |  |
|  | 6 de septiembre, 19:00 |                        |    |                        |                        |                 |  |
|  | Atl. Lanús             | 69                     |    |                        |                        |                 |  |
|  | Vélez Sarsfield        | 77                     |    |                        |                        |                 |  |
|  |                        |                        |    |                        |                        |                 |  |
|  |                        |                        |    |                        | 7 de septiembre, 22:00 |                 |  |
|  |                        |                        |    |                        | Vélez Sarsfield        | 47              |  |
|  |                        | Unión Florida          | 62 |                        |                        |                 |  |
|  |                        |                        |    |                        |                        |                 |  |
|  |                        |                        |    |                        |                        |                 |  |
|  |                        |                        |    |                        | Tercer lugar           |                 |  |
|  | 6 de septiembre, 21:00 | 6 de septiembre, 21:00 |    | 7 de septiembre, 20:00 | 7 de septiembre, 20:00 |                 |  |
|  | Unión Florida          | 66                     |    | Atl. Lanús             | 59                     |                 |  |
|  | Tokio DyS              | 55                     |    |                        | Tokio DyS              | 71              |  |

Club Unión Florida

Campeón

Primer título

## Plantel campeón
| Pos | Jugador                  | Altura | Edad |
| --- | ------------------------ | ------ | ---- |
| P   | Agostina Burani          | 1.84 m | 23   |
| P   | Diana Cabrera            | 1.84 m | 21   |
| E   | Ana Clara Castro Seltzer | 1.76 m | 17   |
| A   | Camila Belén Coll        | 1.65 m | 18   |
| E   | Sofía Correa             | 1.82 m | 17   |
| P   | Agustina de Anso         | 1.84 m | 20   |
| A P | Celia Fiorotto           | 1.84 m | 22   |
| P   | Manuela Galfre           | 1.89 m | 18   |
| B   | Emilia Giustiniani       | 1.59 m | 18   |
| AP  | Grecia González          | 1.74 m | 18   |
| B   | Melisa Gretter           | 1.61 m | 21   |
| E   | Naomi Larriestra         | 1.75 m | 20   |
| E   | Florencia Martínez       | 1.71 m | 20   |
| E   | Munay Martínez           | 1.65 m | 22   |
| A   | Carla Mickula            | 1.74 m | 21   |
| B   | Antonella Perón          | 1.61 m | 17   |
| E   | Ana Victoria Sanjuan     | 1.73 m | 18   |
| E   | Camila Saravia           | 1.71 m | 16   |
| E   | Verónica Soberón         | 1.74 m | 37   |
| E   | Natasha Spiatta          | 1.77 m | 22   |
| E   | Natalia Teodori          | 1.71 m | 22   |
| E   | Sofía Zapke              | 1.67 m | 17   |

Entrenador:  Sebastián Silva